# Burzubənd
Burzubənd è un comune dell'Azerbaigian situato nel distretto di Astara. Conta una popolazione di 978 abitanti.